# Jubiabá
Jubiabá è un romanzo scritto da Jorge Amado, pubblicato nel 1935. È il quarto libro dell'autore ed è un'opera tripartita. Il titolo è il nome dello stregone della misera periferia di São Salvador che, da Bahia de Todos os Santos (Bahia), sulla collina del Capa Negro, tramanda le antiche storie della schiavitù, guarisce i malati con esorcismi, celebra i riti della lontana Africa e sembra essere eterno grazie al contatto con le divinità della santeria (Candomblé e Macumba).
Il romanzo fu considerato sovversivo nel 1936 e condannato assieme ad altre opere di Amado, nelle quali egli auspicava una società modellata sull'esempio dell'URSS. Nel 1937, oltre duecento copie di Jubiabá furono bruciate sulla pubblica piazza, insieme a tutti i libri pubblicati sino allora da Amado

## Trama
Il protagonista è un giovane nero, Antonio Balduino, detto Baldo che rimasto solo al mondo, dopo una difficile ma esaltante infanzia viene affidato ad una ricca famiglia di bianchi. Preconcetti, razzismo ed invidia lo costringono a tornare a vivere di espedienti con la sua banda di "ragazzacci"; un'inattesa carriera di pugile e la fortuna con le donne lo separano per un po' dalla vita della strada, ma un viaggio nelle lontane piantagioni di tabacco lo fa ridiventare un malvivente che solo il ritorno a Bahia può salvare. Lungo la strada del ritorno lavora anche in un circo, l'uomo forzuto pronto a sfidare chiunque, e al suo arrivo in città ritrova i suoi vecchi amici ed insospettabilmente incontra il primo amore della sua vita, Lindinalva, la bella giovane della famiglia cui era stato affidato da ragazzino. Le vicende della vita l'hanno costretta a prostituirsi ed in punto di morte affida il figlio a Baldo.
Baldo, nonostante gli amorazzi e le avventure vissute, si trova così a dover lavorare come scaricatore di porto; il momento è difficile ed il coinvolgimento nello sciopero generale lo vede ancora protagonista in una veste insolita di umanità, dalla quale nascono dubbi proprio sulla figura del mitico santone Jubiabá (in contatto col passato, ma incapace secondo Baldo, di immaginare un futuro diverso).

## Opere derivate
Nel 1987 è uscito il film Jubiabá, di produzione francese e brasiliana, diretto da Nelson Pereira dos Santos; musiche di Gilberto Gil.

## Edizioni in italiano
- Jorge Amado, Jubiaba, traduzione di Dario Puccini ed Elio Califano, Torino: Einaudi, 1952
- Jorge Amado, Jubiaba, traduzione di Dario Puccini ed Elio Califano, Milano: A. Mondadori, 1959